# Bouaye
Bouaye är en kommun i departementet Loire-Atlantique i regionen Pays de la Loire i nordvästra Frankrike. Kommunen ligger i kantonen Bouaye som tillhör arrondissementet Nantes. År 2022 hade Bouaye 8 281 invånare.

## Befolkningsutveckling
Antalet invånare i kommunen Bouaye
| Referens: INSEE |